# Heteroconis enderleini
Heteroconis enderleini is een insect uit de familie van de dwerggaasvliegen (Coniopterygidae), die tot de orde netvleugeligen (Neuroptera) behoort. 
De wetenschappelijke naam Heteroconis enderleini is voor het eerst geldig gepubliceerd door Meinander in 1972.